# NGC 6662
NGC 6662 is een balkspiraalstelsel in het sterrenbeeld Lier. Het hemelobject werd op 7 augustus 1883 ontdekt door de Franse astronoom Édouard Jean-Marie Stephan.

## Synoniemen
- UGC 11280
- MCG 5-44-3
- ZWG 173.7
- IRAS 18323+3201
- PGC 62059